# 普卡希爾卡山 (瓦拉斯-永蓋)
9°25′32″S 77°46′48″W / 9.42556°S 77.78000°W
普卡希爾卡山（西班牙語：Puca Jirca），是秘魯的山峰，位於該國北部安卡什大區，由瓦拉斯省和永蓋省負責管轄，屬於內格拉山脈的一部分，海拔高度4,870米。